# Kinito Mendez
Kinito Mendez (Dominicaanse Republiek, 18 november 1963) is een merenguemuzikant. Hij werd  geboren als José del Carmen Ramírez in Padre Las Casas, een gemeente in de provincie Azua in het zuiden van de Dominicaanse Republiek. 
Kinito raakte op zijn negende al in de muziek verzeild en participeerde in de band Pequeños del Ritmo. In 1988 richtte hij samen met Alfonso "Pochi" Vásquez de Cocoband op. Later formeerde hij de band Rikarena. In de jaren 90 sloot hij zich aan bij Rokabanda, waarna hij in 1995 solo ging. Het nummer 'Cachamba' bereikte de hoogste Latin Charts. Sindsdien is Kinito niet meer weg te denken uit de wereld van Latin muziek.
El Hombre Merengue - zoals zijn bijnaam luidt - onderscheidt zich van andere merengue-artiesten door zijn vrolijke teksten. Hij laat zich bij het schrijven van liedjes veelal inspireren door het Dominicaanse volk en de plaatselijke jeugd. Kinito zelf is altijd groot fan geweest van Johnny Ventura.